# ابهال، باساوانا باگوادی
ابهال، باساوانا باگوادی (به لاتین: Abbihal, Basavana Bagevadi) یک روستا در هند است که در کارناتاکا واقع شده‌است.